# Turnismo

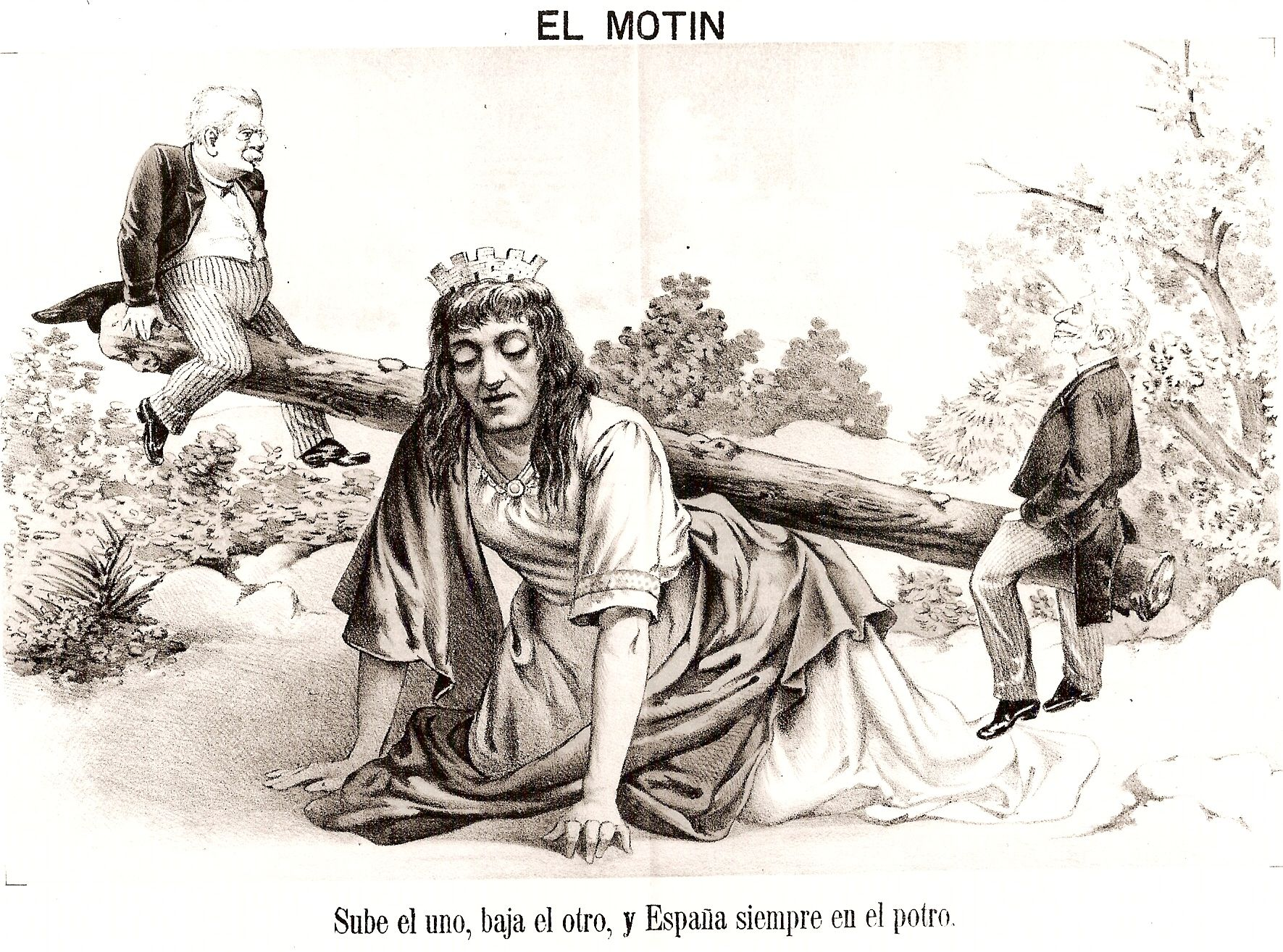
Caricatura en El Motín representando a Cánovas del Castillo y a Sagasta columpiándose en un tronco apoyado en las espaldas de una alegoría de España. El pie de imagen dice: "Sube el uno, baja el otro, y España siempre en el potro".

El turnismo, turno pacífico o simplemente turno es un sistema de alternancia bipartidista que fue uno de los elementos fundamentales del sistema político de la Restauración en España. Consistió en la alternancia en el gobierno de los dos partidos dinásticos (conservador y liberal) basada en el sistemático fraude electoral que hacía que el gobierno que convocaba las elecciones siempre las ganaba.
Esta práctica artificial impulsada por Cánovas y Sagasta, y que tomaba como modelo el sistema británico, acabó con el limitado pluralismo político existente.

## Historia
Como en el régimen político de la Restauración la formación de gobierno no dependía del triunfo en las elecciones, sino de la decisión de la Corona en función de una crisis política o del desgaste en el poder del partido gobernante, con sólo dos grandes partidos que se «turnaran» en el gobierno era suficiente para que el sistema funcionara: uno que representara un liberalismo más conservador, que constituiría «la derecha» del sistema; otro más progresista, que constituiría su «izquierda».
Estos partidos fueron el Partido Liberal-Conservador, encabezado por Antonio Cánovas del Castillo, el artífice del sistema, y el Partido Liberal-Fusionista, liderado por Práxedes Mateo Sagasta. Entre ambos intentaron recoger todas las tendencias políticas que existieran en la sociedad, quedando «autoexcluidas» las que no aceptaran la forma de Estado de la monarquía constitucional (carlistas y republicanos) y las que además rechazaran los principios de libertad y propiedad en que se fundamentaba la «sociedad burguesa» (socialistas y anarquistas).

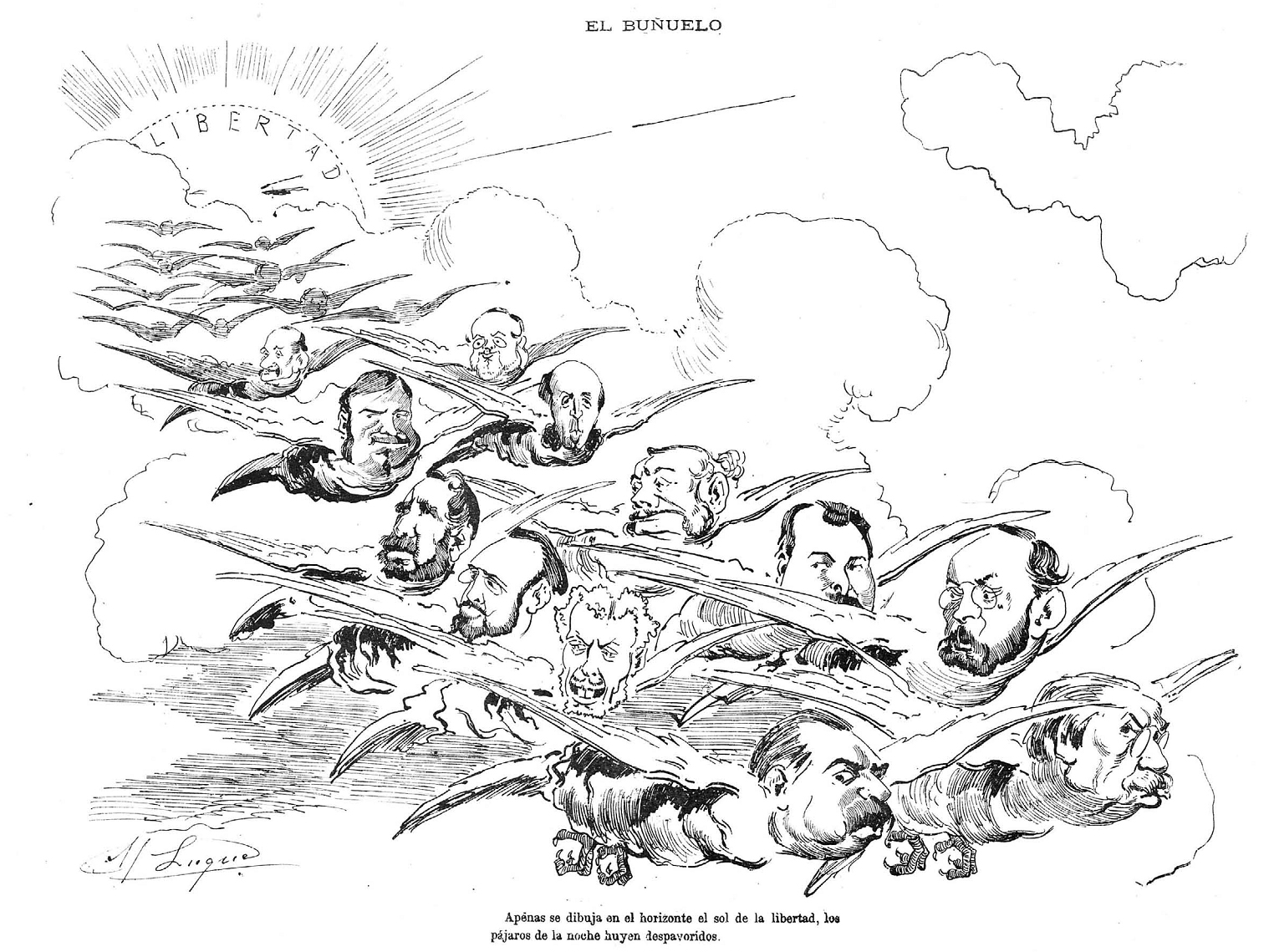
Caricatura que celebra el abandono del poder del Partido Conservador, con Cánovas al frente seguido de sus ministros (los pájaros de la noche). El pie de imagen dice: «Apenas se dibuja en el horizonte el sol de la libertad, los pájaros de la noche huyen despavoridos». Revista satírica El Buñuelo, 17 de febrero de 1881.

La primera alternancia, gracias a la «regia prerrogativa», se produjo en febrero de 1881, cuando el Partido Liberal-Fusionista de Sagasta accedió al poder, tras seis años de gobiernos conservadores, presididos la mayor parte del tiempo por Cánovas. Pero esta primera alternancia no fue el resultado del pacto entre Cánovas y Sagasta, como sucedería tras el llamado «Pacto de El Pardo» de noviembre de 1885, sino que, como ha destacado Carlos Dardé ―en lo que coinciden otros historiadores―, «fue una decisión personal de Alfonso XII, que tomó sin llevar a cabo consultas y, por lo que cabe presumir, en contra del parecer de Cánovas». Como ha destacado José Ramón Milán García, «la llegada de los fusionistas al gobierno en febrero de 1881 fue sin duda uno de los hitos fundamentales del reinado [de Alfonso XII] cuya relevancia no escapó a sus protagonistas, conscientes de que la iniciativa del monarca abría las puertas a la superación de la enquistada confrontación entre el liberalismo de izquierdas y la dinastía borbónica, y por ende de las luchas cainitas sostenidas durante décadas entre las diversas familias del liberalismo hispano».
Como ha señalado Carlos Dardé, «lo que quedó claro en febrero de 1881 era que el último intérprete del estado de las cosas, y quien tenía el poder de decisión ―por encima de las mayorías parlamentarias y del presidente del gobierno― era el monarca». Por eso, como ha indicado Ángeles Lario, «esta crisis fue definitiva para que Cánovas viera con claridad que se necesitaban unas normas que respetar por ambos partidos para no caer de nuevo en el peligro de los caprichos regios. […] Lo primero que vio claro fue la necesidad de controlar la prerrogativa regia, de normativizarla y darle criterios fijos, lejos del criterio personal; conseguir un equilibrio entre el poder regio y el parlamentario, para lo que iban a ser árbitros precisamente los jefes de los partidos. […] El rey tendría que atenerse a la opinión pública representada por los grandes partidos. Esto tuvo ocasión de materializarse en la difícil coyuntura de la prematura muerte del rey en 1885».

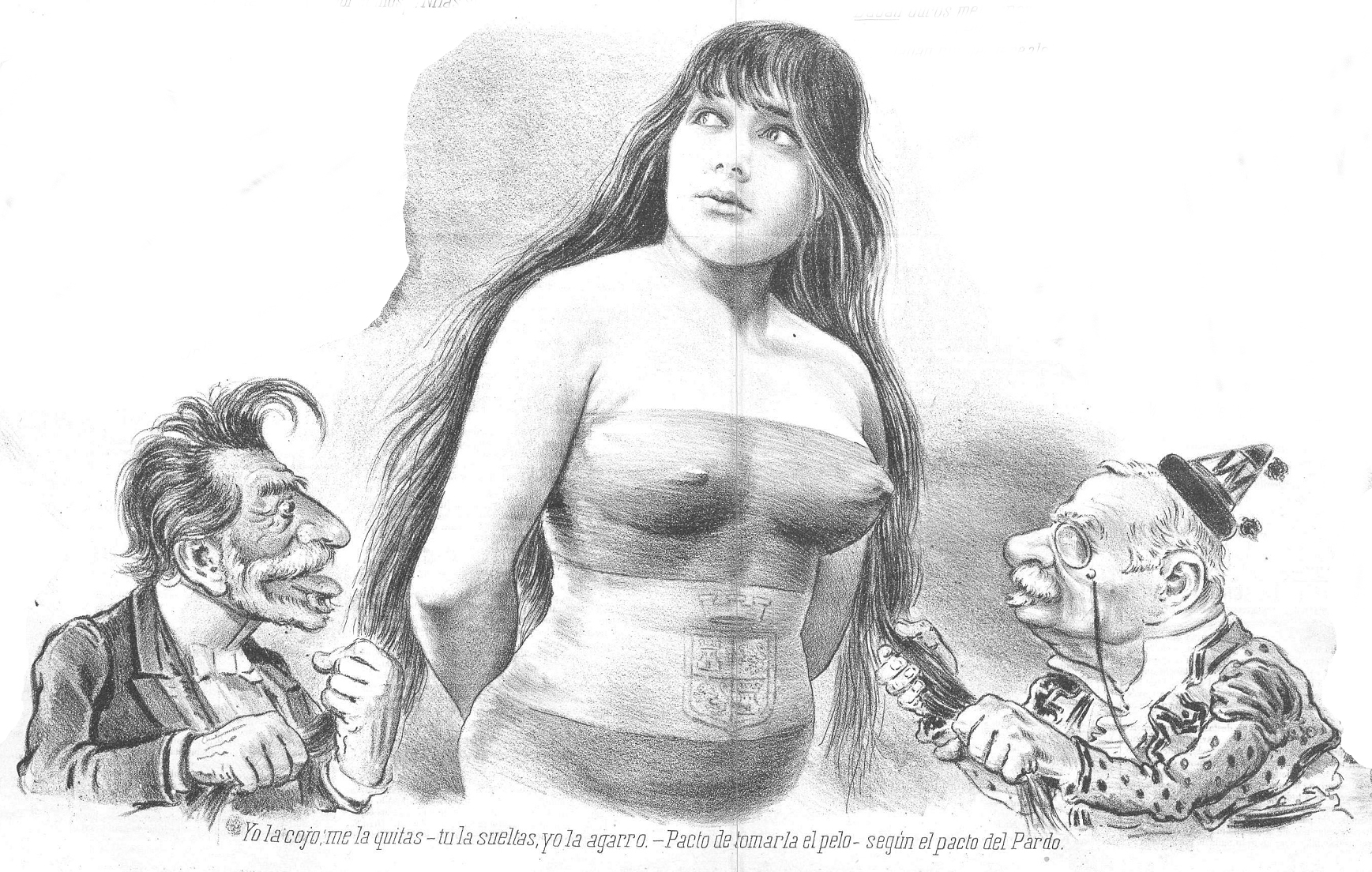
Caricatura de Sagasta y Cánovas, en la que se hace alusión expresa al Pacto de El Pardo, en la revista satírica española Don Quijote, 1894.

En efecto, en noviembre de 1885, ante la perspectiva de la regencia de la joven e inexperta esposa del rey María Cristina de Habsburgo, que estaba embarazada (su hijo, un varón, nacería en mayo de 1886), Cánovas, que entonces presidía el gobierno, decidió dimitir y aconsejar a la regente que llamara al poder a Sagasta. Cánovas comunicó su decisión al líder liberal y este aceptó en una reunión que mantuvieron en la presidencia del Gobierno por mediación del general Martínez Campos y que sería conocida equivocadamente como el «Pacto de El Pardo». «Un acuerdo por el cual los dos Partidos decidieron turnarse en el poder automáticamente en los años siguientes». Se rompía de esta manera con la práctica del reinado de Isabel II, que estaba basada en el monopolio del gobierno de los moderados, por lo que los progresistas solo tenían la vía del pronunciamiento para alcanzar el poder.
Ángeles Lario ha destacado que el acuerdo político a que se llegó con motivo de la muerte del rey «convirtió a los dos grandes partidos en los verdaderos directores de la vida política, controlando consensuadamente hacia arriba la prerrogativa regia y hacia abajo la construcción de las necesarias mayorías parlamentarias [mediante el fraude electoral]; definiendo así la vida de este importante periodo de nuestro liberalismo y siendo origen a su vez de sus más graves limitaciones». Un «sistema liberal sin democracia».

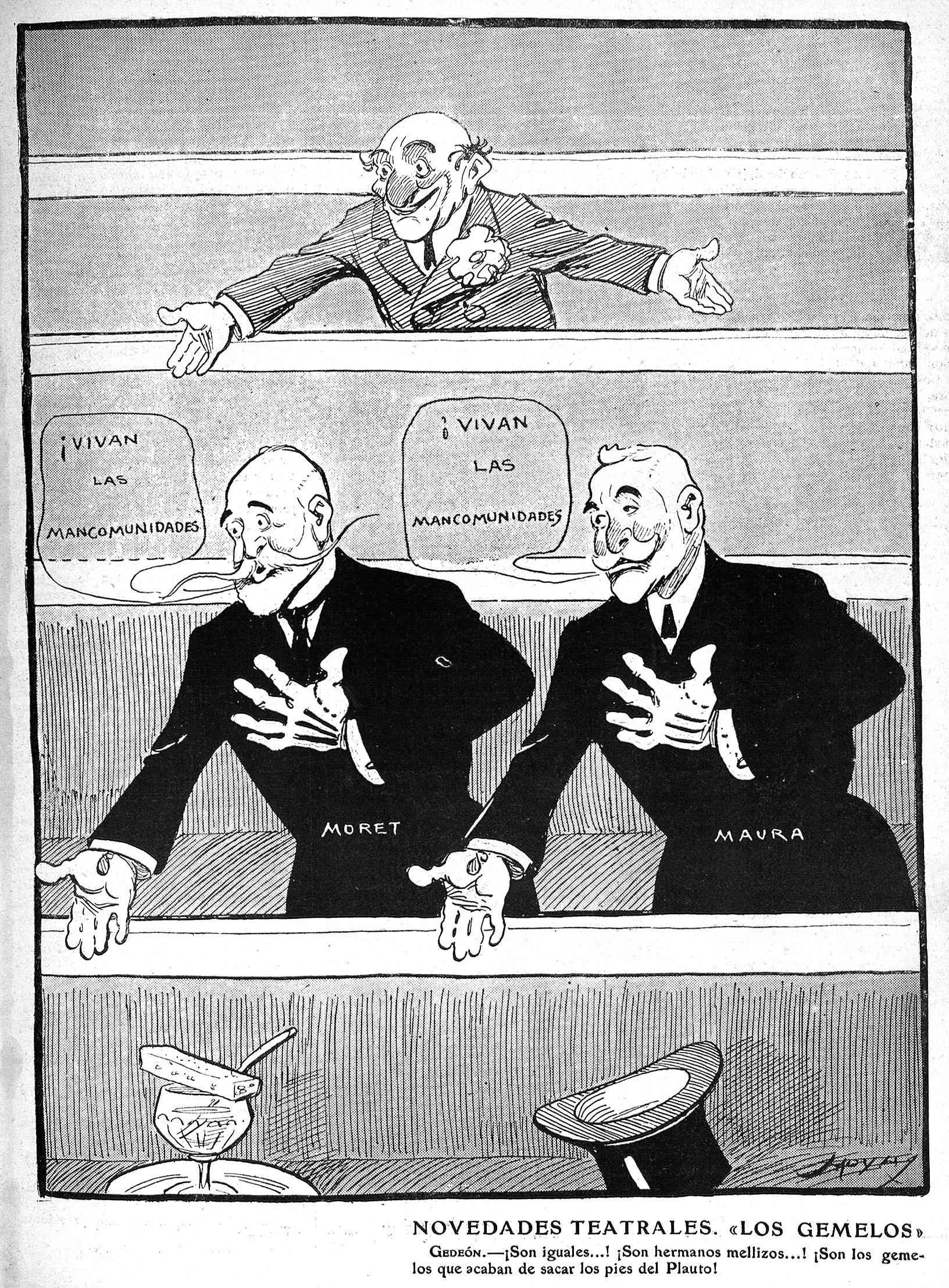
Caricatura de Segismundo Moret (líder liberal) y de Antonio Maura (líder conservador), titulada «Novedades teatrales: "los gemelos"» (revista Gedeón, 1909). Critica la falta de pluralismo político como consecuencia del «turno», ya que los dos partidos gemelos defienden lo mismo.

El sistema del «turno» seguía estos pasos:
- El rey llamaba a gobernar a uno de los dos grandes partidos del sistema: si gobernaba el Partido Liberal, llamaba al Partido Conservador y viceversa. Es decir, el primer paso era contar con el apoyo de la Corona.
- Como el régimen de la Restauración era un sistema parlamentario, se hacía preciso que el nuevo gobierno contara con el respaldo de las Cortes. Para ello, el rey disolvía las Cortes y se convocaban nuevas elecciones, que se manipulaban para que obtuviera mayoría el partido accedido al gobierno. Así, los cambios de gobierno se producían antes de las elecciones y ningún gobierno las perdió.

La consolidación del turnismo tuvo lugar en la etapa de la regencia de María Cristina de Habsburgo (1885-1902) y de esa forma se aseguró la monarquía ante la doble amenaza carlista y republicana.
La secuencia de ocupación del poder entre el Partido Conservador y el Partido Liberal muestra a la perfección cómo se llevó a cabo esta práctica:
| Elecciones               | Resultados (escaños)                                        | Resultados (escaños) |  | Partido que convoca y gana las elecciones (Presidente del Gobierno) | Monarca                 |
| Elecciones               | Gobierno                                                    | Oposición            |  | Partido que convoca y gana las elecciones (Presidente del Gobierno) | Monarca                 |
| 20 de abril de 1879      | 293 escaños                                                 | 99 escaños           |  | Partido Liberal-Conservador (Arsenio Martínez-Campos)               | Alfonso XII             |
| 20 de abril de 1879      | 392 diputados en España más 15 de Puerto Rico y 24 de Cuba. |                      |  |                                                                     | Alfonso XII             |
| 21 de agosto de 1881     | 297 escaños                                                 | 95 escaños           |  | Partido Liberal Fusionista (Práxedes Mateo Sagasta)                 | Alfonso XII             |
| 21 de agosto de 1881     | 392 diputados en España más 15 de Puerto Rico y 24 de Cuba. |                      |  |                                                                     | Alfonso XII             |
| 27 de abril de 1884      | 318 escaños                                                 | 73 escaños           |  | Partido Liberal-Conservador (Antonio Cánovas del Castillo)          | Alfonso XII             |
| 27 de abril de 1884      | 393 diputados en España más 15 de Puerto Rico y 24 de Cuba. |                      |  |                                                                     | Alfonso XII             |
| 4 de abril de 1886       | 278 escaños                                                 | 117 escaños          |  | Partido Liberal (Práxedes Mateo Sagasta)                            | Alfonso XIII (Regencia) |
| 4 de abril de 1886       | 395 diputados en España más 15 de Puerto Rico y 24 de Cuba. |                      |  |                                                                     | Alfonso XIII (Regencia) |
| 1 de febrero de 1891     | 262 escaños                                                 | 139 escaños          |  | Partido Liberal-Conservador (Antonio Cánovas del Castillo)          | Alfonso XIII (Regencia) |
| 1 de febrero de 1891     | 401 diputados en España más 15 de Puerto Rico y 30 de Cuba. |                      |  |                                                                     | Alfonso XIII (Regencia) |
| 5 de marzo de 1893       | 281 escaños                                                 | 120 escaños          |  | Partido Liberal (Práxedes Mateo Sagasta)                            | Alfonso XIII (Regencia) |
| 5 de marzo de 1893       | 401 diputados en España más 16 de Puerto Rico y 30 de Cuba. |                      |  |                                                                     | Alfonso XIII (Regencia) |
| 12 de abril de 1896      | 284 escaños                                                 | 117 escaños          |  | Partido Liberal-Conservador (Antonio Cánovas del Castillo)          | Alfonso XIII (Regencia) |
| 12 de abril de 1896      | 401 diputados en España más 16 de Puerto Rico y 30 de Cuba. |                      |  |                                                                     | Alfonso XIII (Regencia) |
| 27 de marzo de 1898      | 272 escaños                                                 | 129 escaños          |  | Partido Liberal (Práxedes Mateo Sagasta)                            | Alfonso XIII (Regencia) |
| 27 de marzo de 1898      | 401 diputados en España más 16 de Puerto Rico y 30 de Cuba. |                      |  |                                                                     | Alfonso XIII (Regencia) |
| 16 de abril de 1899      | 243 escaños                                                 | 159 escaños          |  | Partido Liberal-Conservador (Francisco Silvela)                     | Alfonso XIII (Regencia) |
| 16 de abril de 1899      | 402 diputados en España peninsular e insular.               |                      |  |                                                                     | Alfonso XIII (Regencia) |
| 19 de mayo de 1901       | 260 escaños                                                 | 142 escaños          |  | Partido Liberal (Práxedes Mateo Sagasta)                            | Alfonso XIII (Regencia) |
| 19 de mayo de 1901       | 402 diputados en España.                                    |                      |  |                                                                     | Alfonso XIII (Regencia) |
| 30 de abril de 1903      | 232 escaños                                                 | 171 escaños          |  | Partido Liberal-Conservador (Francisco Silvela)                     | Alfonso XIII            |
| 30 de abril de 1903      | 403 diputados en España peninsular e insular.               |                      |  |                                                                     | Alfonso XIII            |
| 10 de septiembre de 1905 | 228 escaños                                                 | 176 escaños          |  | Partido Liberal (Eugenio Montero Ríos)                              | Alfonso XIII            |
| 10 de septiembre de 1905 | 404 diputados en España peninsular e insular.               |                      |  |                                                                     | Alfonso XIII            |
| 21 de abril de 1907      | 250 escaños                                                 | 154 escaños          |  | Partido Liberal-Conservador (Antonio Maura)                         | Alfonso XIII            |
| 21 de abril de 1907      | 404 diputados en España peninsular e insular.               |                      |  |                                                                     | Alfonso XIII            |
| 8 de mayo de 1910        | 215 escaños                                                 | 189 escaños          |  | Partido Liberal (José Canalejas)                                    | Alfonso XIII            |
| 8 de mayo de 1910        | 404 diputados en España peninsular e insular.               |                      |  |                                                                     | Alfonso XIII            |
| 8 de mayo de 1914        | 221 escaños                                                 | 187 escaños          |  | Partido Liberal-Conservador (Eduardo Dato)                          | Alfonso XIII            |
| 8 de mayo de 1914        | 408 diputados en España peninsular e insular.               |                      |  |                                                                     | Alfonso XIII            |
| 9 de abril de 1916       | 233 escaños                                                 | 176 escaños          |  | Partido Liberal (Conde de Romanones)                                | Alfonso XIII            |
| 9 de abril de 1916       | 409 diputados en España peninsular e insular.               |                      |  |                                                                     | Alfonso XIII            |
| 24 de febrero de 1918    | 349 escaños                                                 | 59 escaños           |  | Partido Liberal (Gobierno de concentración) (Manuel García Prieto)  | Alfonso XIII            |
| 24 de febrero de 1918    | 409 diputados en España peninsular e insular.               |                      |  |                                                                     | Alfonso XIII            |
| 1 de junio de 1919       | 198 escaños                                                 | 211 escaños          |  | Partido Liberal-Conservador (Antonio Maura)                         | Alfonso XIII            |
| 1 de junio de 1919       | 409 diputados en España peninsular e insular.               |                      |  |                                                                     | Alfonso XIII            |
| 19 de diciembre de 1920  | 224 escaños                                                 | 185 escaños          |  | Partido Liberal-Conservador (Eduardo Dato)                          | Alfonso XIII            |
| 19 de diciembre de 1920  | 409 diputados en España peninsular e insular.               |                      |  |                                                                     | Alfonso XIII            |
| 29 de abril de 1923      | 222 escaños                                                 | 187 escaños          |  | Partido Liberal (Miguel García Prieto)                              | Alfonso XIII            |
| 29 de abril de 1923      | 409 diputados en España peninsular e insular.               |                      |  |                                                                     | Alfonso XIII            |